# Julius Keye
Julius Keye (Toccoa, Georgia, 5 de septiembre de 1946-Marietta, Georgia, 13 de septiembre de 1984) fue un jugador de baloncesto estadounidense que disputó seis temporadas en la ABA. Con 2,08 metros de estatura, jugaba en la posición de ala-pívot.

## Trayectoria deportiva

### Universidad
Jugó durante dos temporadas con los Bulldogs de la Universidad Estatal de Carolina del Sur, y otras dos con los Braves de la Universidad Estatal de Alcorn, promediando en total 16,3 puntos y 15,2 rebotes por partido. En 1969 fue incluido en el mejor quinteto de la Southwestern Athletic Conference tras acabar como mejor reboteador de la conferencia, con 13,5 rebotes por partido.

### Profesional
Fue elegido en la trigésimo octava posición del Draft de la NBA de 1969 por Boston Celtics, tras haber sido el año anterior elegido en el draft de la ABA por los Denver Rockets, fichando finalmente por estos últimos. Allí, tras una primera temporada irregular, al año siguiente promedió 14,7 puntos y 17,5 rebotes por partido, acabando como segundo mejor reboteador de la liga tras Mel Daniels que promedió 18,0. Esta temporada fue además convocado para disputar el All-Star Game, en el que solo jugó siete minutos, capturando cuatro rebotes.
Las tres temporadas siguientes continuó apareciendo entre los mejores reboteadores de la liga, pero su aportación en puntos bajó considerablemente. A pesar de ello, en 1973 y 1974 fue incluido en el mejor quinteto defensivo de la ABA, logrando además el 12 de diciembre de 1972 el récord de tapones de su equipo, consiguiendo 12 ante los Carolina Cougars.
Antes del comienzo de la temporada 1974-75 se vio envuelto en un traspaso a tres bandas, junto con Rick Mount, Randy Denton y los derechos sobre el entrenador Joe Mullaney, entre su equipo, los Utah Stars y los Memphis Sounds, acabando en este último equipo. Allí únicamente llegó a disputar 12 partidos, en los que promedió 2,5 puntos y 4,6 rebotes.

## Estadísticas de su carrera en la ABA

### Temporada regular
| Temporada | Edad | Equipo         | Liga | P   | TIT | MIN  | TC  | TCA  | %TC  | 3P  | 3PA | %3P  | TL  | TLA | %TL  | R.OF. | R.DEF. | REB  | ASIS | ROB | TAP | PER | FP  | PTS  |
| 1969-70   | 23   | Denver Rockets | ABA  | 77  |     | 21.3 | 3.2 | 8.0  | .396 | 0.0 | 0.1 | .000 | 1.5 | 2.5 | .601 | 2.4   | 4.4    | 6.9  | 0.6  |     |     | 1.3 | 2.7 | 7.9  |
| 1970-71   | 24   | Denver Rockets | ABA  | 83  |     | 43.8 | 6.1 | 14.2 | .429 | 0.0 | 0.0 |      | 2.6 | 3.8 | .669 | 4.5   | 13.1   | 17.5 | 1.7  |     |     | 2.6 | 3.8 | 14.7 |
| 1971-72   | 25   | Denver Rockets | ABA  | 84  |     | 30.4 | 2.3 | 5.7  | .403 | 0.0 | 0.0 | .000 | 1.3 | 2.1 | .621 | 3.8   | 7.9    | 11.7 | 1.8  |     |     | 1.7 | 4.1 | 5.9  |
| 1972-73   | 26   | Denver Rockets | ABA  | 83  |     | 36.3 | 2.0 | 4.5  | .435 | 0.0 | 0.1 | .375 | 1.6 | 2.8 | .558 | 3.3   | 7.4    | 10.7 | 2.2  |     | 2.7 | 1.6 | 3.2 | 5.5  |
| 1973-74   | 27   | Denver Rockets | ABA  | 79  |     | 32.8 | 1.9 | 4.2  | .447 | 0.0 | 0.1 | .200 | 0.7 | 1.1 | .679 | 2.8   | 5.9    | 8.7  | 1.7  | 0.5 | 1.9 | 1.1 | 3.0 | 4.5  |
| 1974-75   | 28   | Memphis Sounds | ABA  | 12  |     | 19.4 | 1.0 | 3.9  | .255 | 0.0 | 0.0 |      | 0.5 | 0.7 | .750 | 1.3   | 3.3    | 4.6  | 0.2  | 0.3 | 0.4 | 0.7 | 2.2 | 2.5  |
| Total     |      |                | ABA  | 418 |     | 32.7 | 3.0 | 7.2  | .418 | 0.0 | 0.1 | .182 | 1.5 | 2.4 | .623 | 3.3   | 7.7    | 11.0 | 1.6  | 0.5 | 2.2 | 1.6 | 3.4 | 7.6  |

### Playoffs
| Temporada | Edad | Equipo         | Liga | P  | TIT | MIN | TC | TCA | %TC  | 3P | 3PA | %3P  | TL | TLA | %TL  | R.OF. | R.DEF. | REB | ASIS | ROB | TAP | PER | FP | PTS |
| 1969-70   | 23   | Denver Rockets | ABA  | 7  |     | 138 | 10 | 42  | .238 | 0  | 1   | .000 | 3  | 6   | .500 |       |        | 31  | 6    |     |     | 10  | 16 | 23  |
| 1971-72   | 25   | Denver Rockets | ABA  | 7  |     | 302 | 27 | 59  | .458 | 0  | 0   |      | 3  | 8   | .375 |       |        | 113 | 20   |     |     | 10  | 30 | 57  |
| 1972-73   | 26   | Denver Rockets | ABA  | 5  |     | 203 | 20 | 34  | .588 | 0  | 1   | .000 | 9  | 17  | .529 | 28    | 40     | 68  | 16   |     |     | 11  | 16 | 49  |
| Total     |      |                | ABA  | 19 |     | 643 | 57 | 135 | .422 | 0  | 2   | .000 | 15 | 31  | .484 | 28    | 40     | 212 | 42   |     |     | 31  | 62 | 129 |